# Houston Rockets 1989-1990
La stagione 1989-90 degli Houston Rockets fu la 23ª nella NBA per la franchigia.
Gli Houston Rockets arrivarono quinti nella Midwest Division della Western Conference con un record di 41-41. Nei play-off persero al primo turno con i Los Angeles Lakers (3-1).

## Roster
| N° | Naz.                   | Ruolo | Sportivo         | Anno | Alt. | Peso |
| -- | ---------------------- | ----- | ---------------- | ---- | ---- | ---- |
| 1  | Stati Uniti (bandiera) | A     | Buck Johnson     | 1964 | 201  | 86   |
| 3  | Stati Uniti (bandiera) | A     | Derrick Chievous | 1967 | 201  | 88   |
| 9  | Stati Uniti (bandiera) | G     | Byron Dinkins    | 1967 | 185  | 77   |
| 10 | Stati Uniti (bandiera) | G     | John Lucas       | 1953 | 191  | 79   |
| 11 | Stati Uniti (bandiera) | G     | Vernon Maxwell   | 1965 | 193  | 82   |
| 13 | Stati Uniti (bandiera) | AC    | Larry Smith      | 1958 | 203  | 98   |
| 15 | Stati Uniti (bandiera) | G     | Mitchell Wiggins | 1959 | 193  | 84   |
| 21 | Stati Uniti (bandiera) | G     | Sleepy Floyd     | 1960 | 191  | 77   |
| 25 | Stati Uniti (bandiera) | GA    | Anthony Bowie    | 1963 | 198  | 86   |
| 32 | Stati Uniti (bandiera) | GA    | Lewis Lloyd      | 1959 | 198  | 93   |
| 33 | Stati Uniti (bandiera) | AC    | Otis Thorpe      | 1962 | 206  | 102  |
| 34 | Nigeria (bandiera)     | C     | Akeem Olajuwon   | 1963 | 213  | 116  |
| 40 | Stati Uniti (bandiera) | C     | Tim McCormick    | 1962 | 211  | 109  |
| 42 | Stati Uniti (bandiera) | GA    | Mike Woodson     | 1958 | 196  | 88   |
| 44 | Stati Uniti (bandiera) | A     | Adrian Caldwell  | 1966 | 203  | 120  |
| 52 | Stati Uniti (bandiera) | C     | Chuck Nevitt     | 1959 | 226  | 98   |

## Staff tecnico
- Allenatore: Don Chaney
- Vice-allenatori: Carroll Dawson, John Killilea, Calvin Murphy, Rudy Tomjanovich